# Embrace
Az Embrace egy rövid életű hardcore punk/post-hardcore/emo együttes volt Washingtonból.

## Története
A Minor Threat énekese, Ian McKaye alapította. 1985-ben alakultak meg, és 1986-ban már fel is oszlottak. Rövid karrierjük ellenére mégis az emo/post-hardcore egyik úttörő alakjának számítottak. Feloszlásuk után MacKaye és a szintén Minor Threat tag, Jeff Nelson, új, rövid életű zenekart alapítottak, Egg Hunt néven, de a projekt végül megragadt a "próbálkozás" szintjén, ugyanis a tagok mindössze egy dalt rögzítettek, a "Me and You"-t és utána kiszálltak a zenekarból. Michael Hampton a Rites of Spring korábbi tagjaival karöltve új, rövid életű zenekart alapított, "One Last Wish" néven. Ez az együttes szintén egy évet élt meg, 1986-tól 1987-ig működtek. Chris Bald az "Ignition" zenekarba ment át, MacKaye pedig a Minor Threat-re és a Fugazira koncentrált a továbbiakban. Michael Hampton, Bald és Hanson továbbá a "The Faith" nevű punkzenekarban is játszottak. Az együttes egyik száma megjelent a 2002-es "20 Years of Dischord" válogatáslemezen is.

## Tagok
- Ian McKaye - éneklés
- Michael Hampton - gitár
- Chris Bald - basszusgitár
- Ivor Hanson - dobok

## Diszkográfia
- Embrace (stúdióalbum, 1987)